# 卜鹏洲
卜鹏洲（1969年10月—），中华人民共和国政治人物。

## 生平
2012年开始，卜鹏洲从事脱贫攻坚工作，任中国石油西北销售分公司精准扶贫办公室主任。在甘肃省泾川县罗汉洞乡，担任南河村驻村帮扶工作队队长兼第一书记驻村工作队长，负责落实公司帮扶计划。在他的资源调动下，泾川县更改此前苹果产业改发展柿子产业，并成功举办了罗汉洞乡首届柿子文化节。
因在脱贫攻坚战中作出突出贡献，2016年被评为甘肃省标兵奖，2018年被评为甘肃省脱贫攻坚帮扶先进个人。2021年2月25日全国脱贫攻坚总结表彰大会上，卜鹏洲被授予“全国脱贫攻坚先进个人”。
2月26日，中国石油集团公司董事长、党组书记戴厚良与获得脱贫攻坚先进个人和先进集体代表卜鹏洲、梁楠郁等座谈。